# チャトゥーガ郡 (ジョージア州)
チャトゥーガ郡（チャトゥーガぐん、英: Chattooga County）は、アメリカ合衆国ジョージア州の北西部に位置する郡である。2010年国勢調査での人口は26,015人であり、2000年の25,470人から2.1%増加した。郡庁所在地はサマービル市（人口4,534人）であり、同郡で人口最大の都市でもある。

## 歴史
チャトゥーガ郡の名前は郡内を流れるチャトゥーガ川から採られている。むかしはマウンドを造る文化を持つ先住民が住んでいた。アルパインとメンロー地域には幾つか小さなマウンドが見つかっている。ヨーロッパ人が入ってくる前の時代には、まずクリーク族、続いてチェロキー族が専有していた。チャトゥーガのチェロキー族の主たる町はシンボーン・バレーのリバータウン（トリオン）とブルームタウンだった。北ジョージアにヨーロッパ人が入り、金が発見された後、連邦政府は1830年代初期に、チャトゥーガからオクラホマまでチェロキー族を強制移住させた。これが後に「涙の道」と呼ばれるようになった。この移住のとき、数千人のインディアンが病気、飢え、虐待で死んだ。土地は1832年のチェロキー土地抽選で白人開拓者に分けられた。この抽選で、チャトゥーガは南北戦争前南部でも繁栄する農業地帯に変わり、肥沃な土地に点在する大小様々の農園がチャトゥーガ・バレーの景色になった。
南北戦争が始まると、チャトゥーガは北軍寄りと反北軍に二極化された。チャトゥーガから南軍には5個連隊が出征した。チカマウガの戦い以前にも郡内で幾つかの戦闘が起きた。ネイサン・ベッドフォード・フォレスト将軍がアルパイン近くで北軍騎兵隊と戦い、北軍をチャタヌーガ地域に追い返した。チャトゥーガで最大の単一戦闘は、1863年9月15日に、イースト・トリオン・チャーチ・オブ・ゴッドの場所に近い現在の第一通りで起きた「トリオンファクトリーの戦い」だった。南軍、ベンジャミン・ハーディン・ヘルム将軍の指揮する歩兵部隊と、ジョセフ・ウィーラー将軍の指揮する騎兵隊が、サマービル近くで始まりトリオンで終わるという走りながらの戦闘で北軍を破った。第一通り沿いオールドトリオン墓地の前面にはこの戦闘で戦死した北軍兵55人、南軍兵7人の遺骸が埋葬されているが、墓標は無い。2009年9月、チャトゥーガ郡キャンプ507南軍退役兵の息子達が、ミッショナリーリッジ・キャンプ63北軍退役兵の息子達、さらには地元集団と協働で、「第一次トリオンファクトリーの戦い」とトリオンに墓標無しで埋葬される兵士を祈念する記念碑を建てた。南軍のヘルム将軍はエイブラハム・リンカーンの妻メアリー・トッド・リンカーンと義兄妹であり、この戦いから4日後の9月19日、ウォーカー郡でおきたチカマウガの戦いで戦死した。

### ウィリアム・シャーマン
アトランタ市が陥落した後、南軍の将軍ジョン・ベル・フッドがそのテネシー軍を率い、アトランタの戦場から北、さらに西に移動して、ウィリアム・シャーマンのカンバーランド軍をアトランタから、さらにはジョージアから追い出そうとした。シャーマンはアトランタ市に分遣隊を残し、自身は軍隊の残りを率いてフッドとその南軍を追撃した。フッドの軍隊はアラバマ州ゲイルズビルに向かう1864年9月にチャトゥーガ郡を通過した。シャーマンはテイラーズリッジの上からチャトゥーガ・バレーを初めて見たときに、「農業に適した肥沃なバレーだ」と言ったと伝えられている。サマービルに到着したシャーマンは町から数マイル上流に南軍の訓練キャンプがあることを教えられた。シャーマンは北に約2マイル (3 km) 進み、南軍の「撤退する後衛部隊に数発の銃弾を放った。」チャトゥーガから西に向かう道路はどれも、後退する南軍兵で埋め尽くされたと言われている。シャーマンはサマービルからヘンリー・ハレック将軍とエイブラハム・リンカーン大統領に電報を打ち、「海への進軍」に関わる作戦を説明した。チャトゥーガ郡がその進軍の誕生地となった。

## 地理
アメリカ合衆国国勢調査局に拠れば、郡域全面積は313.55平方マイル (812.1 km2)であり、このうち陸地313.33平方マイル (811.5 km2)、水域は0.23平方マイル (0.60 km2)で水域率は0.07%である。

### 主要高規格道路

#### アメリカ国道
- アメリカ国道27号線

#### ジョージア州道
- ジョージア州道1号線
- ジョージア州道48号線
- ジョージア州道100号線
- ジョージア州道114号線
- ジョージア州道157号線
- ジョージア州道337号線

### 隣接する郡
- ウォーカー郡 - 北
- フロイド郡 - 東、南
- チェロキー郡 (アラバマ州) - 西
- ディカーブ郡 - 西

### 国立保護地域
- チャタフーチー国立の森（部分）

## 人口動態
以下は2000年の国勢調査による人口統計データである。
| 基礎データ - 人口: 26,015人 - 世帯数: 9,548 世帯 - 家族数: 6,837 家族 - 人口密度: 32人/km2（83人/mi2） - 住居数: 10,977軒 - 住居密度: 14軒/km2（35軒/mi2） 人種別人口構成 - 白人: 83.91% - アフリカン・アメリカン: 11.14% - ネイティブ・アメリカン: 0.08% - アジア人: 0.42% - 太平洋諸島系: 0.02% - その他の人種: 2.58% - 混血: 1.59% - ヒスパニック・ラテン系: 4.00% | 年齢別人口構成 - 18歳未満: 22.9% - 18-24歳: 10.0% - 25-44歳: 30.0% - 45-64歳: 22.8% - 65歳以上: 14.3% - 年齢の中央値: 36歳 - 性比（女性100人あたり男性の人口） - 総人口: 106.6 - 18歳以上: 106.6 世帯と家族（対世帯数） - 18歳未満の子供がいる: 33% - 結婚・同居している夫婦: 47% - 未婚・離婚・死別女性が世帯主: 5% - 非家族世帯: 31% - 単身世帯: 25.2% - 65歳以上の老人1人暮らし: 29% - 平均構成人数 - 世帯: 2.6人 - 家族: 2.94人 | 収入と家計 - 収入の中央値 - 世帯: 30,664米ドル - 家族: 36,230米ドル - 性別 - 男性: 26,505米ドル - 女性: 21,014米ドル - 人口1人あたり収入: 14,508米ドル - 貧困線以下 - 対人口: 14.3% - 対家族数: 11.3% - 18歳未満: 17.4% - 65歳以上: 14.9% |

## 政治と郡政府
チャトゥーガ郡は北西ジョージアにあって民主党が強い地盤にある。この地域は州に、特にアトランタ郊外部に続いて、右方向に極端に移行してきた。大半の郡は地元、州、国政れべるで共和党を強くしじしているが、チャトゥーガ郡は依然として民主党支持郡である。レコンストラクション以降、地方役人に共和党員を選出したことは無い。国政選挙では共和党員を支持したことがあるが、地域の大半よりも接戦だった。
アメリカ合衆国下院ではジョージア州第11選挙区に属している。元教育者で町の指導者だったバーバラ・マッシー・リース（民主党、メンロー）が、チャトゥーガ郡とフロイド郡の一部を含むこの選挙区を代表している。州上院ではチカマウガの共和党員ジェフ・マリスが代表になっている。
チャトゥーガ郡は単一コミッショナーが郡を統括することで、州内でも数少ない郡の1つである。
選挙で選ばれる郡役人は、保安官、税務委員、上級および州裁判所事務官、検死官、検認判事、選挙管理官がある。
郡の教育委員会は郡教育監督官の管轄下にあり、小学校4校、中学校1校、高校1校を管理している。他にオールターナティブ・スクール1校もある。郡内には他にトリオン市教育学区もある。小学校、中学校、高校各1校がある。これらの学校は1つの敷地にあり、近年州優秀校に指定された。

## 都市と町
- クラウドランド
- ライアリー
- メンロー
- ペンビル
- サマービル - 郡庁所在地
- トリオン

## レクリエーション
- スロッピー・フロイド湖公園[4]